# Нетерпение души
«Нетерпение души» — советский фильм 1986 года режиссёра Валерия Пономарёва, в главной роли — Вячеслав Тихонов.

## Сюжет
1918 год, народный учитель Пантелеймон Николаевич Лепешинский, оставив высокий пост в Наркомпросе, переезжает с семьёй в родную деревню Литвиновячи, где предпринимает попытку создать первую в стране трудовую школу-коммуну.

## Реальная основа
В основе сценария фильма — реальный факт реализации в начале становления советского образования П. Н. Лепешинским в 1918 году своих педагогических идей — создание «Первой советской опытно-показательной школы-коммуны», основанной им в родном селе Литвиновячи Рогачевского уезда Гомельской губернии. В школе, где учились 42 ребёнка, было реализовано самоуправление, труд был положен в основу учебного процесса.
Результаты нововведения понравились Ленину, и в 1919 году школа была переведена в Москву получив название Московская опытно-показательная школа-коммуна (МОПШК), а Лепешинский стал одним из инициаторов разработки «Положения об единой трудовой школе РСФСР», руководил созданием первых советских учебных планов и программ.
Хотя в попытке Лепешинского принципы трудовой школы в целом так и не были воплощены в жизнь, однако, многие его идеи, связанные с деятельностью школы-коммуны, были в дальнейшем использованы в практике А. С. Макаренко, а опыт работы школы был описан в сборнике статей «Школа-коммуна Наркомпроса» (1924, переиздана в 1990), под редакцией М. М. Пистрака.

## Съёмки
Место съемок — город Дисна.

## В ролях
- Вячеслав Тихонов — Пантелеймон Николаевич Лепешинский
- Ольга Гобзева — Ольга Борисовна Лепешинская, жена Лепешинского
- Анна Лаухина — Ольга Лепешинская, дочь Лепешинского
- Владимир Носик — Андрей Михайлович Зернов
- Лев Перфилов — Прокопович, учитель
- Владимир Конкин — Максимилианов, председатель ревкома
- Вадим Александров — матрос у ревкома
- Стефания Станюта — мать Лепешинского
- Юрий Свирин — Игнат, отец Тимошки
- Пётр Юрченков (младший) — Тимошка, сын Игната
- Игорь Сусенкевич — Стефан, сын Павла
- Володя Ставров — Ларик
- Володя Кисель — Ерёма
- Оксана Давыдова — Настя
- Саша Моисеев — Пётр
- Вадим Липницкий — Алесь
- Павел Кормунин — Алесин дедушка
- Виктор Гоголев — монах
- Виктор Тарасов — Виктор Павлович
- Олег Мирошников — Циммерман, комиссар
- Лидия Мордачёва — Степанида, мать Насти

## Критика
Фильм считается одним из лучших среди работ режиссёра, в 2013 году был показан в рамках проекта «Неделя кино» культурно-просветительского телеканала «Беларусь 3», однако, в 2004 году сценарий фильма был назван белорусской критикой слишком восхваляющим показываемые в фильме события:

В фильме «Нетерпение души» авторов буквально тяготят апологетическое отношение к герою. Позиция Лепешинского (арт. В. Тихонов) в истории его ухода в 1918 г. с поста члена коллегии Наркомпроса и организации в родной белорусской деревне Литвиновичи первой в стране школы комуны в отдельных её эпизодах могла быть такой, как показано в фильме, — противоречивой, иногда даже непонятной. Но позиция авторов по отношению к событиям и герою должна была проявиться. Однако авторы даже не решились на собственный исторический комментарий.
Оригинальный текст (бел.)У фільме «Нецярпенне душы» аўтараў літаральна гнятуць апалагетычныя адносіны да героя. Пазіцыя Лепяшынскага (арт. В. Ціханаў) у гісторыі яго сыходу ў 1918 г. з паста члена калегіі Наркампроса i арганiзацыі ў роднай беларускай вёсцы Літвіновічы першай у краіне школыкамуны ў асобных яе эпізодах магла быць такой, як паказана ў фільме, — супярэчлівай, часам нават незразумелай. Але пазіцыя аўтараў у адносінах да падзей і героя павінна была праявіцца. Аднак аўтары нават не адважыліся на ўласны гістарычны каментарый.
— История киноискусства Белоруссии, в 4-х томах, 2004 год